# Barchan

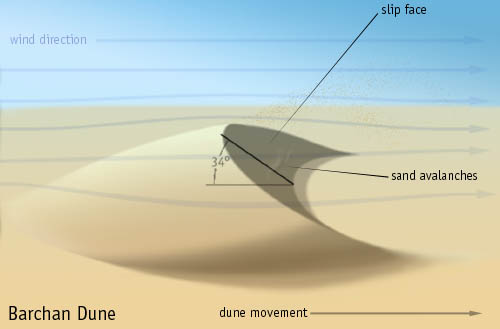
Esquematização

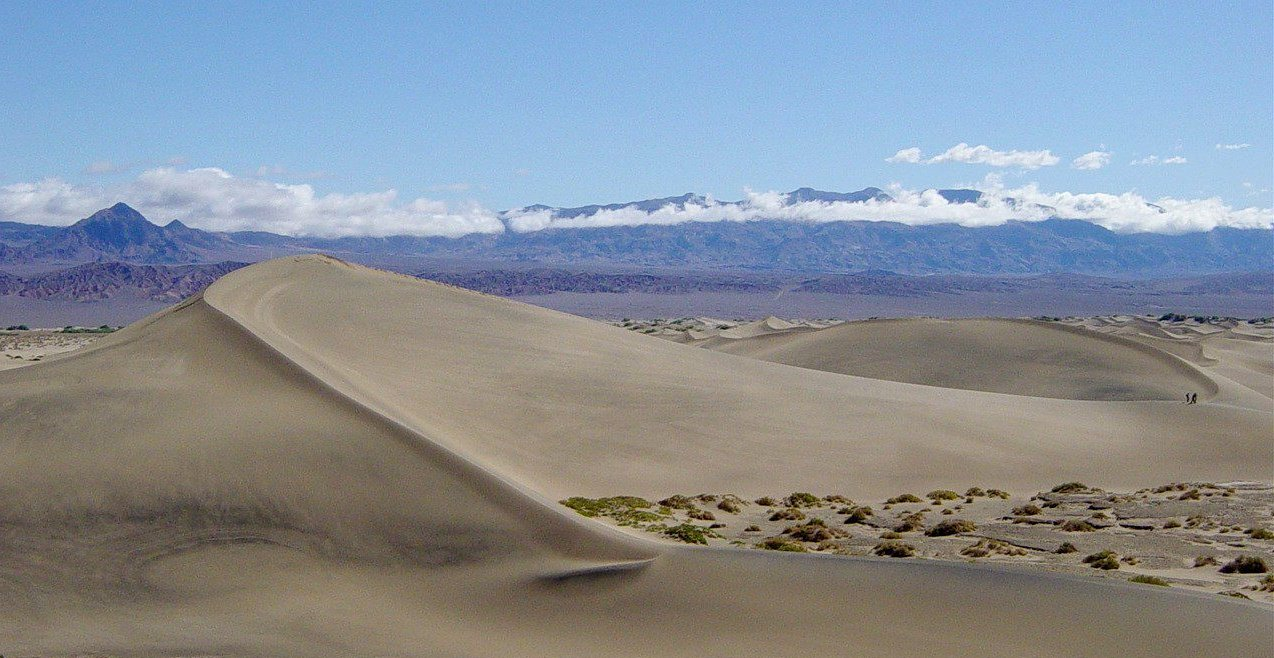
Formato típico

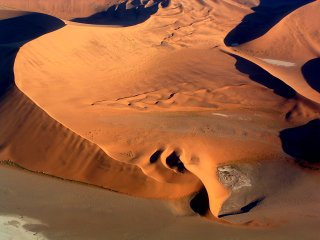
Barchan no deserto do Namib.

Barchan (do cazaque бархан bɑɾˈ.χɑn), ou barcana em português, é um tipo de duna em formato de crescente. O termo foi criado em 1881 pelo naturalista russo Alexander von Middendorf, para dunas de areia em formato de crescente no Turquestão e outros desertos continentais. Barchans ficam de frente ao vento, com aparência convexa e são produzidos pela ação do vento que atua predominantemente em uma direção. São muito comuns em desertos de areia em todo o mundo, com formato de arco, marcadamente assimétricos na secção cruzada, com uma inclinação suave em direção ao lado do vento. Esse tipo de duna possui dois "chifres" de frente para o vento, com inclinação de 30–35 graus para areia medianamente fina. O lado contrário ao vento torna-se compactado e possui inclinação de 15 graus. Os barchans têm 9 a 30 m de altura e até 370 m de largura na base medida perpendicularmente ao vento.
As dunas nesse formato podem aparecer simples ou compostas ("megabarchan"), que podem gradualmente migrar com o vento como consequência da erosão do lado atingido pelo vento e a deposição da areia do outro lado, numa taxa que varia de um metro a centenas de metros por ano. Barchans geralmente se formam como grupos isolados de dunas e eventualmente podem formar cadeias que se estendem por uma planície na direção prevalente do vento. Barchans e megabarchans podem coalescer em cristas que se estendem por centenas de quilômetros. Colisões de dunas e mudanças na direção do vento geram novos barchans dos "chifres" dos antigos, alterando a formação em dada região.
Conforme as dunas migram, as menores ultrapassam as maiores, "pegando" a traseira da duna maior e eventualmente vindo a aparecer do outro lado. Eventualmente, a duna traseira assume dimensões similares às da duna frontal anterior, agora menor e mais ágil, empurrada pelo vento. As dunas barchan também foram observadas em Marte, onde a atmosfera pouco densa produz ventos fortes o bastante para mover areia e poeira.
As dunas do tipo barcana também podem ser observadas em ambientes aquáticos, entretanto neste caso elas são muito menores (escala na ordem de 100mm) e se movem muito mais rápido